# Ken Turner
Kenneth Charles „Ken“ Turner (* 20. August 1933) ist ein australischer Badmintonspieler aus Tasmanien. 

## Karriere
Ken Turner gewann 1958, 1962, 1964, 1965 und 1966 bei den australischen Meisterschaften die Mixedkonkurrenz. 1958 und 1964 siegte er im Herreneinzel, 1962 und 1964 im Herrendoppel. 1987 wurde er in die Tasmanian Sporting Hall of Fame aufgenommen.

## Sportliche Erfolge
| Saison | Veranstaltung                     | Disziplin    | Platz |
| ------ | --------------------------------- | ------------ | ----- |
| 1958   | Australien: Einzelmeisterschaften | Mixed        | 1     |
| 1958   | Australien: Einzelmeisterschaften | Herreneinzel | 1     |
| 1962   | Australien: Einzelmeisterschaften | Mixed        | 1     |
| 1962   | Australien: Einzelmeisterschaften | Herrendoppel | 1     |
| 1964   | Australien: Einzelmeisterschaften | Mixed        | 1     |
| 1964   | Australien: Einzelmeisterschaften | Herrendoppel | 1     |
| 1964   | Australien: Einzelmeisterschaften | Herreneinzel | 1     |
| 1965   | Australien: Einzelmeisterschaften | Mixed        | 1     |
| 1966   | Australien: Einzelmeisterschaften | Mixed        | 1     |